# Историја Кариба
Историја Кариба почиње у петнаестом вијеку када су народ Кариби протјерали народ Аравака са источних карписких острва. Карипска острва су вијековима била дом Кариба и Аравака. Долазак Европљана у последњој деценији петнаестог вијека је промијенио њихов начин живота. За само сто година Европљани су истријебили већину старосједилаца и довели хиљаде Африканаца да раде на плантажама шећера. Привреда заснована на узгајању шећера све до смањења производње крајем деветнаестог вијека. Од средине 60их година двадесетог вијека острва су потпуно стицала независност од стране Европљана. 

## Пре европског контакта
Почетком холоцена северни део Јужне Америке насељавале су групе ловаца на ситну дивљач, рибара и сточара. Ове групе су повремено боравиле у полутрајним камповима, док су углавном биле мобилне како би искористиле широк спектар биљних и животињских ресурса на различитим стаништима.
Археолошки докази указују на то да је Тринидад био прво карипско острво насељено већ 9000/8000 године пре нове ере. Међутим, први досељеници су највероватније стигли на Тринидад када је још био спојен копненим мостовима за Јужну Америку. Тек око 7000/6000 године пне, током раног холоцена, Тринидад је постао острво због значајног скока нивоа мора за око 60 м. Климатске промене су можда биле узрок овог пораста нивоа мора. Отуда је Тринидад било једино острво на Карибима које су домороци са јужноамеричког копна могли колонизовати не прелазећи стотине или хиљаде километара отвореног мора. Најстарија велика станишта откривена на Тринидаду су наслаге буњишта шкољки Банвари Трејс и Ст. Џон, које датирају између 6000. и 5100. п. н. е. Оба буништа шкољки представљају проширена лежишта одбачених шкољки које су изворно биле извор хране, и камени и коштани алати. Сматра се да припадају ортоироидној археолошкој традицији, названој по сличном, али много новијем локалитету Ортоире у Мајару, Тринидад.
Класификација праисторије Кариба у различита „доба“ показала се као тежак и контроверзан задатак. Седамдесетих година прошлог века археолог Ервинг Рауз је дефинисао три „доба“ за класификацију карипске праисторије: литичко, архаично и керамичко доба, на основу археолошких доказа. Тренутна литература о праисторији Кариба и даље користи три горе поменута израза, међутим, постоји много спорова у погледу њихове корисности и дефиниције. Уопштено, литичко доба се сматра првом ером људског развоја у Америци и периодом када се први пут практиковало клесање камена. Архаично доба које је уследило често се дефинише специјализованим адаптацијама ради преживљавања, комбинујући лов, риболов, сакупљање и менаџмент дивље биљне хране. Заједнице керамичког доба производиле су керамику и користиле пољопривреду мањег обима.
Са изузетком Тринидада, прва карипска острва насељена су између 3500. и 3000. године п. н. е., током архаичног доба. Археолошка налазишта овог периода лоцирана су на Барбадосу, Куби, Курасау и Светом Мартину, а затим су их пратили Хиспаниола и Порторико. Ова фаза насељавања често се приписује култури ортоироида.
Између 800. и 200. године п. н. е., нова миграторна група проширила се кроз карипска острва: Саладоид. Ова група је добила име по локалитету Саладеро у Венецуели, где је њихова препознатљива керамика (која се типично разликује по бело-црвеном обојеном дизајну) први пут идентификована. Увођење керамике и припитомљавања биљака на Карибима често се приписује саладоидним групама и представља почетак керамичког доба. Међутим, недавне студије откриле су да су усеви и грнчарија већ били присутни у неким архаичним карипским популацијама пре приспећа Саладоида. Иако је велики део Карипских острва насељен током архајског и керамичког доба, нека острва су вероватно посећена много касније. На пример, Јамајка нема познатих насеља све до око 600. године нове ере, док Кајманска острва не показују доказе о насељавању пре доласка Европљана.
Након колонизације Тринидада, првобитно је предложено да су саладоидске групе кретале са острва на острво до Порторика. Међутим, садашња истраживања имају тенденцију дистанцирања од овог степеничастог модела у корист хипотезе о рути према југу. Хипотеза о рути према југу сугерише да су северни Антили насељени директно из Јужне Америке, након чега су уследила постепена померања према југу у Мале Антиле. Ова хипотеза је подржана радиоугљеничним датумима и поморским симулацијама. Један иницијални подстицај кретања са копна на северне Антиле можда је била потрага за висококвалитетним материјалима попут кремена. Флинти Беј на Антигви, један је од најпознатијих извора висококвалитетног кремена на Малим Антилима. Присуство кремена из Антигве на многим другим карипским острвима наглашава важност овог материјала током предколумбијског периода.

## Досељавање Европљана
Уз незваничну подршку својих власти, енглески, француски и холандски гусари нападали су шпанске бродове с благом, али и заузимали мања острва. Досељеници из Европе су стигли и до 1750. године, када је већина острва била под британском, француском или холандском влашћу.

### Плантаже
Европљани су засијали плантаже да би задовољили потражњу за шећером и дуваном у Европи. На плантажама су радили афрички робови. До 1750. године на Карибима је произвођена највећа количина шећера у свијету. 

### Трговина робљем
Већина карипске трговине робљем почињала је у енглеским лукама. Бродови су испловљавали у западну Африку, пуне робе намјењене за трампу за робове. Робови су потом отпремани преко Антлантика. Шећер, дуван и остале биљне културе су преношене касније у Енглеску ради продаје.